# Kiczora Bobrowiecka
Kiczora Bobrowiecka (słow. Kýčera, Bobrovecká Kýčera, 1388 m) – szczyt w orograficznie lewych zboczach Doliny Bobrowieckiej Orawskiej w słowackich Tatrach Zachodnich. Przewodnik Tatry Zachodnie. Słowacja podaje nazwę Kiczer (Kýčer). Wierzchołek znajduje się w grzbiecie odchodzącym od Czoła w północno-zachodniej grani Grzesia. Grzbiet ten na Bobrowieckim Wierchu rozgałęzia się na dwa ramiona obejmujące Dolinkę Kwaśną. Orograficznie prawe opada początkowo w północno-wschodnim kierunku do Kwaśnego Wierchu, tu zmienia kierunek na północno-północno-wschodni i poprzez Kiczorę Bobrowiecką i Niżni Tomkowy Przechód opada do Capiego Gronia.
Kiczora Bobrowiecka znajduje się bardzo blisko Kwaśnego Wierchu i właściwie nie jest wierzchołkiem, lecz ostrym załamaniem grani. Łagodnie i niemal równo opadająca od Czoła grań na Kiczorze Bobrowieckiej nagle nabiera stromości i do Niżniego Tomkowego Przechodu opada stromym stokiem o względnej wysokości ponad 400 m. Stoki Kiczory Bobrowieckiej opadają do Doliny Bobrowieckiej, Dolinki Kwaśnej i dolinki nienazwanego potoku. Są całkowicie zalesione, ale znajdują się w nich liczne skały. Spływający Doliną Bobrowiecką Bobrowiecki Potok wciął się w stoki Kiczory Bobrowieckiej i Jamborowej Skałki, tworząc ciasny, 250-metrowej długości wąwóz Skalna brána.